# John Mc Cord
Pour les articles homonymes, voir Cord.
John Mc Cord, né le 26 février 1973 à New York, est un joueur anglais de basket-ball professionnel. Il mesure 2,01 m.

## Biographie

### Débuts
John Mc Cord, natif de New York, commence le basket-ball à Walton puis à Monroe. En 1995, il rejoint la grande ligue étudiante américaine, la NCAA, en intégrant l'université Cornell. À la fin de son cursus, John Mc Cord arrive en Europe.

### Carrière professionnelle (1997-2011)
Son premier club en Europe est les Tigers de Thames Valley (1re division britannique). Mc Cord devient très vite un espoir prometteur du championnat anglais. Dès sa première saison, il atteint la finale du championnat d'Angleterre et remporte la coupe d'Angleterre. De plus, il est sélectionné plusieurs fois au All-Star Game anglais. En 1999, Mc Cord signe une saison à Edinburgh Rocks (ligue 1 britannique). Par la suite, il revient à Thames Valley, puis lors de l'été 2001, il joue au Venezuela sous le maillot des Marinos de Orientes (ligue 1 Venezuela). Après cette expérience, Mc Cord rejoint les Jets de Chester. En 2001-2002, Mc Cord fait encore une très bonne saison individuelle (22,1 points, 7,2 rebonds, 4,3 passes décisives, 1,4 contre) ainsi que collective. Il est élu MVP du Royaume-Uni. Chester gagne la coupe du Royaume-Uni et s'offre le titre de champion la même saison. Il y reste jusqu'en 2004. À la fin de son passage au Royaume-Uni, il est naturalisé britannique et joue même avec la sélection britannique.
Par conséquent, avec l'obtention d'un passeport britannique, John Mc Cord devient joueur communautaire. Strasbourg suit le profil du New-Yorkais de très près. Il y signe au début de la saison 2004-2005. Le pari est gagnant pour la SIG. Le titre de champion de France est l'accomplissement de la saison. Sous les ordres d'Éric Girard, Strasbourg devient ainsi le premier champion des finales (Pro A) de Bercy face à son grand voisin de l'Est, le SLUC Nancy. Mc Cord produit alors 12 points, 5,7 rebonds et 1,5 passe décisive. L'international anglais reste fidèle à Strasbourg jusqu'en 2008. L'Olympique d'Antibes (Pro B) s'offre alors ses services, avec succès puisque Mc Cord est reconnu comme un des meilleurs étrangers de la division.
La saison suivante (2009-2010), c'est au CSP Limoges (Pro B) en pleine reconstruction, que John Mc Cord retrouve son ancien entraineur à Strasbourg, Éric Girard. Il forme la paire des deux John, à Limoges avec John Ford. Pendant toute la saison, il est le capitaine de l'équipe.
Le 29 janvier 2010 a lieu le "classico" du basket-ball français entre les deux rivaux, Limoges et Pau, engagés tous deux en Pro B. Le CSP est mené de 9 points à 2 minutes de la fin du match, John Mc Cord offre la prolongation au CSP d'un tir à la sonnerie. La prolongation donne la victoire à son équipe.
La fin de la saison se termine par une remontée en Pro A pour Limoges.
Pourtant, malgré son excellente saison, Mc Cord change de club et fait un retour à Strasbourg. En 2010-2011, Mc Cord montre que son niveau de jeu n'a pas baissé à la suite de son passage en Pro B : Strasbourg se maintient en Pro A et il augmente même ses statistiques par rapport à la Pro B.

## Parcours

### Lycée
- ? - 1993 :  Walton

### Université
- 1993 - 1995 :  Monroe College (junior college)
- 1995 - 1997 :  University of Cornell (NCAA 1)

### Clubs
- 1997 - 1999 :  Thames Valley Igers (BBL)
- 1999 - 2000 :  Edinburg Rocks (BBL)
- 2000 - 2001 :  Thames Valley Tigers (BBL)
- puis  Marinos de Oriente (1re division)
- 2001 - 2004 :  Chester Jets (BBL)
- 2004 - 2008 :  Strasbourg (Pro A)
- 2008 - 2009 :  OAJLP Antibes (Pro B)
- 2009 - 2010 :  Limoges CSP (Pro B)
- 2010 - 2011 :  Strasbourg (Pro A)

## Palmarès
- 1997-1998 : Finaliste du championnat d’Angleterre de ligue 1 avec Thames Valley
- 1997-1998 : Vainqueur de la Coupe d’Angleterre avec Thames Valley
- 1998-1999 : Finaliste du championnat d’Angleterre de ligue 1 avec Thames Valley
- 2001-2002 : Champion du Royaume-Uni avec Chester
- 2001-2002 : Vainqueur de la Coupe du Royaume-Uni avec Chester
- 2002-2003 : Finaliste de la Coupe du Royaume-Uni avec Chester
- 2003-2004 : Finaliste du championnat d’Angleterre de ligue 1 avec Chester
- 2004-2005 : Champion de France avec Strasbourg
- 2009-2010 : Finaliste du championnat de France Pro B avec Limoges

## All-Star Game
- 1997-1998 : Participe au All-Star Game anglais
- 1998-1999 : Participe au All-Star Game anglais
- 2000-2001 : Participe au All-Star Game anglais
- 2001-2002 : Participe au All-Star Game anglais

## Nominations et distinctions
- 1996-1997 : Membre de la First Team All-Ivy League selection
- 1997-1998 : MVP du All-Star Game anglais
- 1997-1998 : MVP de la Coupe d’Angleterre
- 1998-1999 : Membre de la All-Star Team du championnat britannique
- 1999-2000 : Membre de la All-Star Team du championnat britannique
- 2000-2001 : Membre de la All-Star Team du championnat britannique
- 2001-2002 : MVP du Royaume-Uni
- 2003-2004 : Membre de la All-Star Team du championnat britannique